# Alexandr Peresvet
Svatý Alexandr Peresvet (rusky: Александр Пересвет; † 8. září 1380 na Kulikově poli) byl ruský pravoslavný mnich a válečník.
Proslavil se, když jako mnich z Trojicko-sergijevské lávry doprovázel velkoknížete Dmitrije Donského a jeho vojsko na tažení proti Tatarům, které vyvrcholilo bitvou na Kulikově poli, kde svým soubojem s tatarským harcovníkem povzbudil ruské bojovníky a přispěl tak k ruskému vítězství.
Spolu s dalším padlým mnichem z Kulikova pole, sv. Rodionem Osljabjou, byl pohřben v Moskvě v Simonově, pravoslavní je oba ctí jako světce a mučedníky. Svátek má 7. září.

## Život
Pocházel patrně z Brjansku či jeho blízkého okolí, mnišský hábit přijal v klášteře sv. Borise a Gleba v Rostově. Později žil v klášteře ve městě Pereslavl-Zalesskij a nakonec v Trojicko-sergijevské lávře pod vedením sv. Sergeje.

## Smrt na Kulikově poli

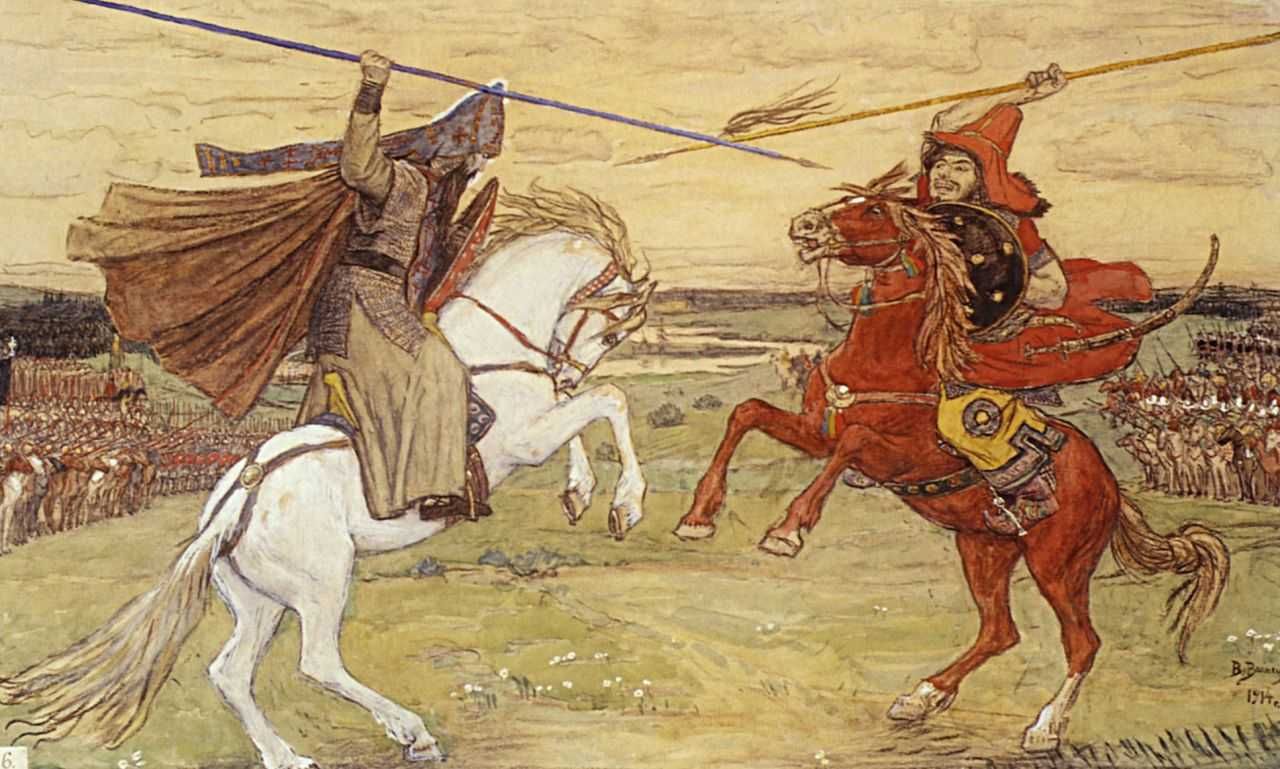
V. M. Vasněcov: Souboj sv. Alexandra s Temirem Mirzou

Znak města Peresvet

Těsně před bitvou se slavný tatarský válečník Temir Mirza přiblížil k ruským vojům a coby harcovník provokoval ruské bojovníky k souboji. Když Peresvet viděl, že se nikdo z vojáků nechystá výzvu přijmout, učinil tak sám.
Popis souboje se zachoval v mnoha verzích. Jisté je to, že skončil nerozhodně - oba válečníci se navzájem zabili. A většina líčení také tvrdí, že mnich před soubojem odložil většinu své již tak chabé zbroje. Podle jedné z verzí zemřeli oba bojovníci již při první srážce, ovšem zatímco Tatar spadl z koně, Peresvet zůstal i po smrti (resp. smrtelném zásahu) zachycen v sedle, čímž se stal v očích diváků vítězem, což bylo chápáno jako dobré znamení pro jeho stranu. Podle jiné verze se zabili v delší krvavé potyčce, v níž přinesla Rusům povzbuzení spíše než nějak známka vítězství Alexandrova statečnost, posílená navíc faktem, že viditelně menší a podstatně hůře vybavený mnich dokázal svést rovný souboj s elitním tatarským válečníkem v nejlepší zbroji.

## Úcta

### Hrob
Peresvet vstoupil svou smrtí do ruských legend coby jeden z ruských národních hrdinů. Společně s dalším mnichem svého kláštera, Rodionem Osljabjaou, který rovněž bojoval a padl na Kulikově poli, byl pohřben v Moskvě v chrámu Bohorodičky v slavném klášteře Simonovo. Ruští pravoslavní je oba ctí jako světce a mučedníky a jejich památku si připomínají 7. září. Klášter byl zničen ve 20. letech 20. století bolševiky, kteří zrušili a zničili i hrob obou světců. Po pádu komunismu a částečné obnově areálu kláštera byl obnoven i hrob.

### Pocty
Na počest svatého Alexandra Peresveta obdrželo jméno „Peresvet“ vícero ruských lodí, včetně bitevní lodi Peresvet a celé její třídy.
V roce 2000 bylo na jeho počest pojmenováno nově ustavené město Peresvet v Moskevské oblasti. Město ho má vyobrazeného i ve svém znaku a na vlajce.
Bojové jméno Peresvet nese od roku 2006 jednotka zvláštního určení 55. divize vnitřních vojsk Ruské federace.